# Ixiolirion ferganicum
Ixiolirion ferganicum är en bergliljeväxtart som beskrevs av S.S. Kovalevskaja och Aleksei Ivanovich Vvedensky. Ixiolirion ferganicum ingår i släktet bergliljor, och familjen bergliljeväxter. Inga underarter finns listade i Catalogue of Life.